# Lake Boomanjin
Lake Boomanjin är en sjö i Australien. Den ligger i delstaten Queensland, omkring 210 kilometer norr om delstatshuvudstaden Brisbane. Den ligger på ön Fraserön.
Savannklimat råder i trakten. Genomsnittlig årsnederbörd är 1 638 millimeter. Den regnigaste månaden är mars, med i genomsnitt 295 mm nederbörd, och den torraste är september, med 28 mm nederbörd.